# Vert (skateboard)

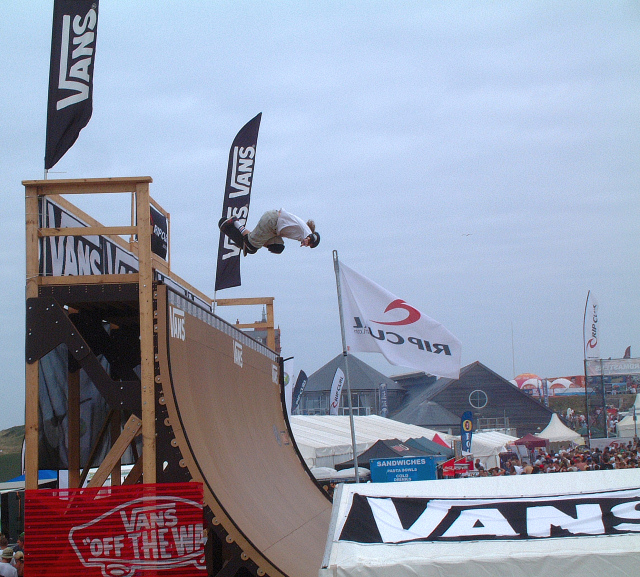
Uno skater su una vert ramp

Il vert skateboarding, noto anche con la dicitura italiana di "skateboard vert", è una variante della disciplina dello skateboard che si svolge sulle rampe vert – delle strutture concave realizzate appositamente per questo sport.

## Caratteristiche
Il vert skateboarding richiede rampe vert, half-pipe o quarter-pipe, per effettuare trick spesso molto scenici. Una tecnica fondamentale è il drop-in, uno dei pochi modi per approcciare la rampa. Per eseguirlo, lo skater si deve mettere sull'orlo della rampa vert con tutto il peso sul tail dello skateboard, in modo che le ruote anteriori non tocchino il suolo; quando decide di entrare in azione, deve semplicemente spostare il peso in avanti. Per quanto semplice sia l'azione, l'idea di lanciarsi in avanti può spaventare e scoraggiare molti principianti.

## Strutture

### Rampavert
Questa struttura dà il nome alla specialità. Si tratta di una rampa con un flat (parte piatta) piuttosto largo, che discende in cosiddette transition (parti curve) alte dai 3,5 ai 4,5 m.

### Half-pipe
Letteralmente "mezzo tubo", una versione ridotta della rampa vert.

### Quarter-pipe
Un'half-pipe più piccola. Nonostante le dimensioni ridotte, si possono comunque eseguire trick complessi ed impressionanti.

## Skateboard
Le tavole per il vert sono abbastanza larghe e hanno ruote sui 55–60 mm, rendendo così possibile una buona stabilità sulle ripide pareti delle rampe senza che venga sacrificata la velocità necessaria per spingersi verso l'alto.